# 国家公安委員会委員長
国家公安委員会委員長（こっかこうあんいいんかいいいんちょう、英: Chairperson of the National Public Safety Commission）は、日本の内閣府に属する国家公安委員会の長。警察法第6条により国務大臣をもって充てられる。

## 概説
「委員会委員長」と重畳したものが正式職名であり、「国家公安委員長」は略称である（委員の職名も同様）。委員の中から互選で選出するのではなく、委員とは別にあらかじめ委員長として命ぜられる。合議体の民主的な運営という観点から委員（定数5人）の任命には衆参両議院の同意が必要とされるのに対し、委員長は国務大臣であり、内閣総理大臣からの指名で就任する。国家公安委員会は下位組織（特別の機関）として警察庁を所管するが、委員長は内閣法に定めるところの主任の大臣ではない。警察庁を含めた国家公安委員会は内閣府に属するため、主任の大臣は内閣総理大臣である。
主要国首脳会議（G8・G7）における司法・内務大臣会議の出席対象者としては、内務大臣に相当する役職者として国家公安委員長か警察庁長官のどちらかが出席している。対して内務大臣の地方行政分野をほぼ引き継いだ総務大臣は警察行政を所管していないことから、内務大臣会議への出席対象ではない。
一方、かつての中央省庁再編前における自治大臣は、国家公安委員会委員長との兼務が多い。兼職の規定はなく、実際に自治大臣を兼任しない国家公安委員長（荒木万寿夫など）も存在したが、自治庁長官時代である第2次岸内閣から、省庁再編を見据えた第2次森改造内閣発足までの殆どの国家公安委員長が自治庁長官・自治大臣との兼職である。これにより、事実上諸外国の内務大臣とほぼ同等の行政事務を担っていたが、国家公安委員長は主任の大臣ではないため、かつての内務大臣が有していたような警察に対する強い権限を有さない。
中央省庁再編後、自治大臣が総務大臣となって以降は総務大臣の所管業務の拡大もあり国家公安委員長を兼任した総務大臣は麻生内閣における佐藤勉に限られ、しかもこの兼務は僅か20日で解消されている。中央省庁再編以後は防災担当大臣や消費者及び食品安全担当大臣などの兼任例が見られる。
第99代の二之湯智は、2022年7月26日から8月10日までの間、初の民間人閣僚となった（参院選に出馬せず、引退したため）。

## 委員長の職務
会務を総理し、国家公安委員会を代表することとされ、国家公安委員会を招集する。委員長及び三人以上の委員の出席がなければ、国家公安委員会は会議を開き、議決をすることが出来ないとされており、国家公安委員会の議事は、出席委員の過半数でこれを決する。議決が賛否同数の場合には、委員長の決するところによる。

## 委員長の代理と事務代理
国家公安委員会では、委員長が外遊・短期間の疾病等の理由により不在となる場合に備えて、あらかじめ委員の1人を委員長代理として互選し、会議の招集・議長役を代行させることとなっている。ただし、この委員長代理には「国務大臣たる委員長」の代理権限まではないため、国家公安委員会規則の制定文署名等の決裁行為は、内閣総理大臣が一時的に指名する他の国務大臣が「国家公安委員会委員長事務代理」の名で行う。

## 歴代委員長一覧

### 警察法（昭和22年法律第126号）による委員長
- 委員長は、委員（5人）の互選により選任される。委員長としての任期は1年（ただし、委員としての任期が優先する）で再任可能。
- 委員は、警察職員及び他の官公庁の職業的公務員のいずれの経験も有しない者の中から、衆参両議院の同意（衆議院の優越あり）を得て任命される（国務大臣からの補職ではない）。委員の任期は当該（旧）警察法第7条第1項では一律5年となっていたが、附則第2条第1項で初回のみ「一人は一年、一人は二年、一人は三年、一人は四年、一人は五年」とされ、かつ、同条第2項で「前項に規定する各委員の任期は、当該委員会において、くじでこれを定める。」とされており、辻二郎は4年の任期であったため下記のような退任日となった。青木均一は（旧）警察法の廃止（すなわちこの旧・委員会の廃止）による自然退任。
- 互選による委員長職であるため、実際の選任は第1回の会議（1年ごとの任期満了後はその直後の会議）の日に行われる（会議の日は3月7日とは限らない）。委員長としての様態を記載するこの表の趣旨からすれば本来は実際の委員長就任・再選日ごとに代数を区別して表示すべきであるが、国家の公安に関する会議ということもあり、公表された資料では（委員としての任命日は官報への辞令掲載で確認できるが）委員長としての互選及び改選の日が確認できないため、ここでは委員長たる人物ごとに1代として取りまとめ、かつ、在任期間も委員長としてでなく委員としてのそれを記載する。なお、青木均一の始期については、委員としては1950年3月31日に任命されているが、便宜上、辻二郎の退任日翌日を始期として記載した。

| 代                   | 氏名                 | 氏名                 | 在任期間                     | 前職など                                 |
| 国家公安委員会委員長 | 国家公安委員会委員長 | 国家公安委員会委員長 | 国家公安委員会委員長         | 国家公安委員会委員長                     |
| -------------------- | -------------------- | -------------------- | ---------------------------- | ---------------------------------------- |
| 1                    |                      | 辻二郎               | 1948年3月7日 - 1952年3月6日  | 工学者（財団法人理化学研究所副所長など） |
| 2                    |                      | 青木均一             | 1952年3月7日 - 1954年6月30日 | 実業家（品川白煉瓦社長など）             |

### 警察法（昭和29年法律第162号）による委員長
- 委員長は、国務大臣をもって充てられる。
- 事務取扱・事務代理は大臣を欠く場合のみ記載し、海外出張等の一時不在時のものは記載しない。
- 内閣欄には新首相の任命による組閣次数のみ区別し、改造による次数は区別しない（記述が煩雑・輻輳するため）。

| 代                                            | 氏名                                          | 氏名                                          | 内閣                                          | 在任期間                                                                     | 兼務など |
| 国務大臣 国家公安委員会委員長（総理府の外局） | 国務大臣 国家公安委員会委員長（総理府の外局） | 国務大臣 国家公安委員会委員長（総理府の外局） | 国務大臣 国家公安委員会委員長（総理府の外局） | 国務大臣 国家公安委員会委員長（総理府の外局）                                | 国務大臣 国家公安委員会委員長（総理府の外局）                                                                          |
| --------------------------------------------- | --------------------------------------------- | --------------------------------------------- | --------------------------------------------- | ---------------------------------------------------------------------------- | --- |
| 1                                             |                                               | 小坂善太郎                                    | 第5次吉田内閣                                 | 1954年7月1日 - 1954年10月1日                                                 | 労働大臣 |
| 2                                             |                                               | 小原直                                        | 第5次吉田内閣                                 | 1954年10月1日 - 1954年12月10日                                               | 法務大臣 |
| 3                                             |                                               | 大麻唯男                                      | 第1次鳩山内閣                                 | 1954年12月10日 - 1955年3月19日                                               | |
| 4                                             | 第2次鳩山内閣                                 | 大麻唯男                                      | 1955年3月19日 - 1955年11月22日                |                                                                              | |
| 5                                             | 第3次鳩山内閣                                 | 大麻唯男                                      | 1955年11月22日 - 1956年12月23日               |                                                                              | |
| -                                             |                                               | 石橋湛山                                      | 石橋内閣                                      | 1956年12月23日                                                               | 内閣総理大臣による事務取扱                                                                                             |
| 6                                             |                                               | 大久保留次郎                                  | 石橋内閣                                      | 1956年12月23日 - 1957年2月25日                                               | 行政管理庁長官 |
| 7                                             | 第1次岸内閣                                   | 大久保留次郎                                  | 1957年2月25日 - 1957年7月10日                 | 行政管理庁長官                                                               | |
| 8                                             | 第1次岸内閣                                   |                                               | 正力松太郎                                    | 1957年7月10日 - 1958年6月12日                                                | 科学技術庁長官 |
| 9                                             |                                               | 青木正                                        | 第2次岸内閣                                   | 1958年6月12日 - 1959年6月18日                                                | 自治庁長官（1958年10月28日まで） 自治庁長官（1959年1月12日以降）                                                       |
| 10                                            |                                               | 石原幹市郎                                    | 第2次岸内閣                                   | 1959年6月18日 - 1960年7月19日                                                | 自治庁長官（1960年7月1日まで） 自治大臣（1960年7月1日以降）                                                            |
| 11                                            |                                               | 山崎巖                                        | 第1次池田内閣                                 | 1960年7月19日 - 1960年10月13日                                               | 自治大臣 |
| 12                                            |                                               | 周東英雄                                      | 第1次池田内閣                                 | 1960年10月13日 - 1960年12月8日                                               | 自治大臣 |
| 13                                            |                                               | 安井謙                                        | 第2次池田内閣                                 | 1960年12月8日 - 1962年7月18日                                                | 自治大臣 |
| 14                                            |                                               | 篠田弘作                                      | 第2次池田内閣                                 | 1962年7月18日 - 1963年7月18日                                                | 自治大臣 |
| 15                                            |                                               | 早川崇                                        | 第2次池田内閣                                 | 1963年7月18日 - 1963年12月9日                                                | 自治大臣 |
| 16                                            | 第3次池田内閣                                 | 早川崇                                        | 1963年12月9日 - 1964年3月25日                 | 自治大臣                                                                     | |
| 17                                            | 第3次池田内閣                                 |                                               | 赤澤正道                                      | 1964年3月25日 - 1964年7月18日                                                | 自治大臣 |
| 18                                            | 第3次池田内閣                                 |                                               | 吉武惠市                                      | 1964年7月18日 - 1964年11月9日                                                | 自治大臣 |
| 19                                            | 第1次佐藤内閣                                 | 1964年11月9日 - 1965年6月3日                  | 吉武惠市                                      | 自治大臣                                                                     | |
| 20                                            | 第1次佐藤内閣                                 |                                               | 永山忠則                                      | 1965年6月3日 - 1966年8月1日                                                  | 自治大臣 |
| 21                                            | 第1次佐藤内閣                                 |                                               | 塩見俊二                                      | 1966年8月1日 - 1966年12月3日                                                 | 自治大臣 |
| 22                                            | 第1次佐藤内閣                                 |                                               | 藤枝泉介                                      | 1966年12月3日 - 1967年2月17日                                                | 自治大臣 |
| 23                                            | 第2次佐藤内閣                                 | 1967年2月17日 - 1967年11月25日                | 藤枝泉介                                      | 自治大臣                                                                     | |
| 24                                            | 第2次佐藤内閣                                 |                                               | 赤澤正道                                      | 1967年11月25日 - 1968年11月30日                                              | 自治大臣 |
| 25                                            | 第2次佐藤内閣                                 |                                               | 荒木萬壽夫                                    | 1968年11月30日 - 1970年1月14日                                               | 行政管理庁長官 |
| 26                                            | 第3次佐藤内閣                                 | 1970年1月14日 - 1971年7月5日                  | 荒木萬壽夫                                    | 行政管理庁長官                                                               | |
| 27                                            | 第3次佐藤内閣                                 |                                               | 中村寅太                                      | 1971年7月5日 - 1972年7月7日                                                  | 行政管理庁長官 |
| 28                                            |                                               | 木村武雄                                      | 第1次田中角榮内閣                             | 1972年7月7日 - 1972年12月22日                                                | 建設大臣・近畿圏整備長官・中部圏開発整備長官・首都圏整備委員会委員長                                                   |
| 29                                            |                                               | 江﨑真澄                                      | 第2次田中角榮内閣                             | 1972年12月22日 - 1973年11月25日                                              | 自治大臣・北海道開発庁長官                                                                                             |
| 30                                            |                                               | 町村金五                                      | 第2次田中角榮内閣                             | 1973年11月25日 - 1974年11月11日                                              | 自治大臣・北海道開発庁長官                                                                                             |
| 31                                            |                                               | 福田一                                        | 第2次田中角榮内閣                             | 1974年11月11日 - 1974年12月9日                                               | 自治大臣・北海道開発庁長官                                                                                             |
| 32                                            | 三木内閣                                      | 福田一                                        | 1974年12月9日 - 1976年9月15日                 | 自治大臣・北海道開発庁長官                                                   | |
| 33                                            | 三木内閣                                      |                                               | 天野公義                                      | 1976年9月15日 - 1976年12月24日                                               | 自治大臣・北海道開発庁長官                                                                                             |
| 34                                            |                                               | 小川平二                                      | 福田赳夫内閣                                  | 1976年12月24日 - 1977年11月28日                                              | 自治大臣・北海道開発庁長官                                                                                             |
| 35                                            |                                               | 加藤武徳                                      | 福田赳夫内閣                                  | 1977年11月28日 - 1978年12月7日                                               | 自治大臣・北海道開発庁長官                                                                                             |
| 36                                            |                                               | 澁谷直藏                                      | 第1次大平内閣                                 | 1978年12月7日 - 1979年11月9日                                                | 自治大臣・北海道開発庁長官                                                                                             |
| 37                                            |                                               | 後藤田正晴                                    | 第2次大平内閣                                 | 1979年11月9日 - 1980年7月17日                                                | 自治大臣・北海道開発庁長官                                                                                             |
| 38                                            |                                               | 石破二朗                                      | 鈴木善幸内閣                                  | 1980年7月17日 - 1980年12月17日                                               | 自治大臣 |
| 39                                            |                                               | 安孫子藤吉                                    | 鈴木善幸内閣                                  | 1980年12月17日 - 1981年11月30日                                              | 自治大臣 |
| 40                                            |                                               | 世耕政隆                                      | 鈴木善幸内閣                                  | 1981年11月30日 - 1982年11月27日                                              | 自治大臣 |
| 41                                            |                                               | 山本幸雄                                      | 第1次中曽根内閣                               | 1982年11月27日 - 1983年12月27日                                              | 自治大臣 |
| 42                                            |                                               | 田川誠一                                      | 第2次中曽根内閣                               | 1983年12月27日 - 1984年11月1日                                               | 自治大臣 |
| 43                                            |                                               | 古屋亨                                        | 第2次中曽根内閣                               | 1984年11月1日 - 1985年12月28日                                               | 自治大臣 |
| 44                                            |                                               | 小沢一郎                                      | 第2次中曽根内閣                               | 1985年12月28日 - 1986年7月22日                                               | 自治大臣 |
| 45                                            |                                               | 葉梨信行                                      | 第3次中曽根内閣                               | 1986年7月22日 - 1987年11月6日                                                | 自治大臣 |
| 46                                            |                                               | 梶山静六                                      | 竹下内閣                                      | 1987年11月6日 - 1988年12月27日                                               | 自治大臣 |
| 47                                            |                                               | 坂野重信                                      | 竹下内閣                                      | 1988年12月27日 - 1989年6月3日                                                | 自治大臣 |
| 48                                            | 宇野内閣                                      | 坂野重信                                      | 1989年6月3日 - 1989年8月10日                  | 自治大臣                                                                     | |
| 49                                            |                                               | 渡部恒三                                      | 第1次海部内閣                                 | 1989年8月10日 - 1990年2月28日                                                | 自治大臣 |
| 50                                            |                                               | 奥田敬和                                      | 第2次海部内閣                                 | 1990年2月28日 - 1990年12月29日                                               | 自治大臣 |
| 51                                            |                                               | 吹田愰                                        | 第2次海部内閣                                 | 1990年12月29日 - 1991年11月5日                                               | 自治大臣 |
| 52                                            |                                               | 塩川正十郎                                    | 宮澤内閣                                      | 1991年11月5日 - 1992年12月12日                                               | 自治大臣 |
| 53                                            |                                               | 村田敬次郎                                    | 宮澤内閣                                      | 1992年12月12日 - 1993年8月9日                                                | 自治大臣 |
| 54                                            |                                               | 佐藤観樹                                      | 細川内閣                                      | 1993年8月9日 - 1994年4月28日                                                 | 自治大臣 |
| -                                             |                                               | 羽田孜                                        | 羽田内閣                                      | 1994年4月28日                                                                | 内閣総理大臣による事務取扱                                                                                             |
| 55                                            |                                               | 石井一                                        | 羽田内閣                                      | 1994年4月28日 - 1994年6月30日                                                | 自治大臣・政治改革担当                                                                                                 |
| 56                                            |                                               | 野中広務                                      | 村山内閣                                      | 1994年6月30日 - 1995年8月8日                                                 | 自治大臣 |
| 57                                            |                                               | 深谷隆司                                      | 村山内閣                                      | 1995年8月8日 - 1996年1月11日                                                 | 自治大臣 |
| 58                                            |                                               | 倉田寛之                                      | 第1次橋本内閣                                 | 1996年1月11日 - 1996年11月7日                                                | 自治大臣 |
| 59                                            |                                               | 白川勝彦                                      | 第2次橋本内閣                                 | 1996年11月7日 - 1997年9月11日                                                | 自治大臣 |
| 60                                            |                                               | 上杉光弘                                      | 第2次橋本内閣                                 | 1997年9月11日 - 1998年7月30日                                                | 自治大臣 |
| 61                                            |                                               | 西田司                                        | 小渕内閣                                      | 1998年7月30日 - 1999年1月14日                                                | 自治大臣 |
| 62                                            |                                               | 野田毅                                        | 小渕内閣                                      | 1999年1月14日 - 1999年10月5日                                                | 自治大臣 |
| 63                                            |                                               | 保利耕輔                                      | 小渕内閣                                      | 1999年10月5日 - 2000年4月5日                                                 | 自治大臣 |
| 64                                            | 第1次森内閣                                   | 保利耕輔                                      | 2000年4月5日 - 2000年7月4日                   | 自治大臣                                                                     | |
| 65                                            |                                               | 西田司                                        | 第2次森内閣                                   | 2000年7月4日 - 2000年12月5日                                                 | 自治大臣 |
| 66                                            |                                               | 伊吹文明                                      | 第2次森内閣                                   | 2000年12月5日 - 2001年1月5日                                                 | 危機管理担当 |
| 国務大臣 国家公安委員会委員長（内閣府の外局） |                                               |                                               |                                               |                                                                              | |
| 66                                            |                                               | 伊吹文明                                      | 第2次森内閣                                   | 2001年1月6日 - 2001年4月26日                                                 | 防災担当大臣・危機管理担当                                                                                             |
| 67                                            |                                               | 村井仁                                        | 第1次小泉内閣                                 | 2001年4月26日 - 2002年9月30日                                                | 防災担当大臣 食品安全委員会（仮称）担当（2002年6月11日以降）                                                           |
| 68                                            |                                               | 谷垣禎一                                      | 第1次小泉内閣                                 | 2002年9月30日 - 2003年9月22日                                                | 産業再生機構担当大臣・食品安全担当大臣                                                                                 |
| 69                                            |                                               | 小野清子                                      | 第1次小泉内閣                                 | 2003年9月22日 - 2003年11月19日                                               | 内閣府特命担当大臣（青少年育成及び少子化、食品安全担当）                                                               |
| 70                                            | 第2次小泉内閣                                 | 小野清子                                      | 2003年11月19日 - 2004年9月27日                | 内閣府特命担当大臣（青少年育成及び少子化、食品安全担当）                     | |
| 71                                            | 第2次小泉内閣                                 |                                               | 村田吉隆                                      | 2004年9月27日 - 2005年9月21日                                                | 内閣府特命担当大臣（防災担当）・有事法制担当                                                                           |
| 72                                            | 第2次小泉内閣                                 | 2005年9月21日 - 2005年10月31日                | 村田吉隆                                      | 内閣府特命担当大臣（防災担当）・有事法制担当                                 | |
| 73                                            |                                               | 沓掛哲男                                      | 第3次小泉内閣                                 | 2005年10月31日 - 2006年9月26日                                               | 内閣府特命担当大臣（防災担当）・有事法制担当                                                                           |
| 74                                            |                                               | 溝手顕正                                      | 安倍内閣                                      | 2006年9月26日 - 2007年8月27日                                                | 内閣府特命担当大臣（防災担当）                                                                                         |
| 75                                            |                                               | 泉信也                                        | 安倍内閣                                      | 2007年8月27日 - 2007年9月26日                                                | 内閣府特命担当大臣（防災、食品安全担当）                                                                               |
| 76                                            | 福田康夫内閣                                  | 泉信也                                        | 2007年9月26日 - 2008年8月2日                  | 内閣府特命担当大臣（防災、食品安全担当）                                     | |
| 77                                            | 福田康夫内閣                                  |                                               | 林幹雄                                        | 2008年8月2日 - 2008年9月24日                                                 | 内閣府特命担当大臣（沖縄及び北方対策、防災担当）                                                                       |
| 78                                            |                                               | 佐藤勉                                        | 麻生内閣                                      | 2008年9月24日 - 2009年7月2日                                                 | 内閣府特命担当大臣（沖縄及び北方対策、防災担当） 総務大臣、内閣府特命担当大臣（地方分権改革担当）（2009年6月12日以降） |
| 79                                            |                                               | 林幹雄                                        | 麻生内閣                                      | 2009年7月2日 - 2009年9月16日                                                 | 内閣府特命担当大臣（沖縄及び北方対策、防災担当）                                                                       |
| 80                                            |                                               | 中井洽                                        | 鳩山由紀夫内閣                                | 2009年9月16日 - 2010年6月8日                                                 | 拉致問題担当、内閣府特命担当大臣（防災担当）（2010年1月12日以降）                                                      |
| 81                                            | 菅直人内閣                                    | 中井洽                                        | 2010年6月8日 - 2010年9月17日                  |                                                                              | 拉致問題担当、内閣府特命担当大臣（防災担当）（2010年1月12日以降）                                                      |
| 82                                            | 菅直人内閣                                    |                                               | 岡崎トミ子                                    | 2010年9月17日 - 2011年1月14日                                                | 内閣府特命担当大臣（少子化対策、男女共同参画、消費者及び食品安全担当）                                                 |
| 83                                            | 菅直人内閣                                    |                                               | 中野寛成                                      | 2011年1月14日 - 2011年9月2日                                                 | 公務員制度改革担当、拉致問題担当                                                                                       |
| 84                                            |                                               | 山岡賢次                                      | 野田内閣                                      | 2011年9月2日 - 2012年1月13日                                                 | 拉致問題担当、内閣府特命担当大臣（消費者及び食品安全担当）                                                             |
| 85                                            |                                               | 松原仁                                        | 野田内閣                                      | 2012年1月13日 - 2012年10月1日                                                | 拉致問題担当、内閣府特命担当大臣（消費者及び食品安全担当）                                                             |
| 86                                            |                                               | 小平忠正                                      | 野田内閣                                      | 2012年10月1日 - 2012年12月26日                                               | 内閣府特命担当大臣（消費者及び食品安全担当）                                                                           |
| 87                                            |                                               | 古屋圭司                                      | 第2次安倍内閣                                 | 2012年12月26日 - 2014年9月3日                                                | 拉致問題担当、国土強靭化担当、内閣府特命担当大臣（防災担当）                                                           |
| 88                                            |                                               | 山谷えり子                                    | 第2次安倍内閣                                 | 2014年9月3日 - 2014年12月24日                                                | 拉致問題担当、海洋政策・領土問題、国土強靭化担当、内閣府特命担当大臣（防災担当）                                       |
| 89                                            | 第3次安倍内閣                                 | 山谷えり子                                    | 2014年12月24日 - 2015年10月7日                |                                                                              | 拉致問題担当、海洋政策・領土問題、国土強靭化担当、内閣府特命担当大臣（防災担当）                                       |
| 90                                            | 第3次安倍内閣                                 |                                               | 河野太郎                                      | 2015年10月7日 - 2016年8月3日                                                 | 行政改革担当、国家公務員制度担当、内閣府特命担当大臣（消費者及び食品安全、規制改革、防災担当）                         |
| 91                                            | 第3次安倍内閣                                 |                                               | 松本純                                        | 2016年8月3日 - 2017年8月3日                                                  | 海洋政策・領土問題担当、国土強靭化担当、内閣府特命担当大臣（防災、消費者及び食品安全担当）                             |
| 92                                            | 第3次安倍内閣                                 |                                               | 小此木八郎                                    | 2017年8月3日 - 2017年11月1日                                                 | 国土強靭化担当、内閣府特命担当大臣（防災担当）                                                                         |
| 93                                            | 第4次安倍内閣                                 | 2017年11月1日 - 2018年10月2日                 | 小此木八郎                                    | 国土強靭化担当、内閣府特命担当大臣（防災担当）                               | |
| 94                                            | 第4次安倍内閣                                 |                                               | 山本順三                                      | 2018年10月2日 - 2019年9月11日                                                | 国土強靭化担当、内閣府特命担当大臣（防災担当）                                                                         |
| 95                                            | 第4次安倍内閣                                 |                                               | 武田良太                                      | 2019年9月11日 - 2020年9月16日                                                | 行政改革担当、国家公務員制度担当、国土強靭化担当、内閣府特命担当大臣（防災担当）                                       |
| 96                                            |                                               | 小此木八郎                                    | 菅義偉内閣                                    | 2020年9月16日 - 2021年6月25日                                                | 国土強靭化担当、領土問題担当、内閣府特命担当大臣（防災担当）（海洋政策担当）                                           |
| 97                                            |                                               | 棚橋泰文                                      | 菅義偉内閣                                    | 2021年6月25日 - 2021年10月4日                                                | 国土強靭化担当、領土問題担当、内閣府特命担当大臣（防災担当）（海洋政策担当）                                           |
| 98                                            |                                               | 二之湯智                                      | 第1次岸田内閣                                 | 2021年10月4日 - 2021年11月10日                                               | 国土強靭化担当、領土問題担当、内閣府特命担当大臣（防災担当）（海洋政策担当）                                           |
| 99                                            | 第2次岸田内閣                                 | 二之湯智                                      | 2021年11月10日 - 2022年8月10日                | 国土強靭化担当、領土問題担当、内閣府特命担当大臣（防災担当）（海洋政策担当） | |
| 100                                           | 第2次岸田内閣                                 |                                               | 谷公一                                        | 国土強靭化担当、領土問題担当、内閣府特命担当大臣（防災担当）（海洋政策担当） | 2022年8月10日 - 2023年9月13日                                                                                          |
| 101                                           | 第2次岸田内閣                                 |                                               | 松村祥史                                      | 2023年9月13日 - 2024年10月1日                                                | 国土強靭化担当、領土問題担当、内閣府特命担当大臣（防災担当）（海洋政策担当）                                           |
| 102                                           |                                               | 坂井学                                        | 第1次石破内閣                                 | 2024年10月1日 - 2024年11月11日                                               | 国土強靭化担当、領土問題担当、内閣府特命担当大臣（防災担当）（海洋政策担当）                                           |
| 103                                           | 第2次石破内閣                                 | 坂井学                                        | 2024年11月11日 -                              | 国土強靭化担当、領土問題担当、内閣府特命担当大臣（防災担当）（海洋政策担当） | |